# Deus ex machina

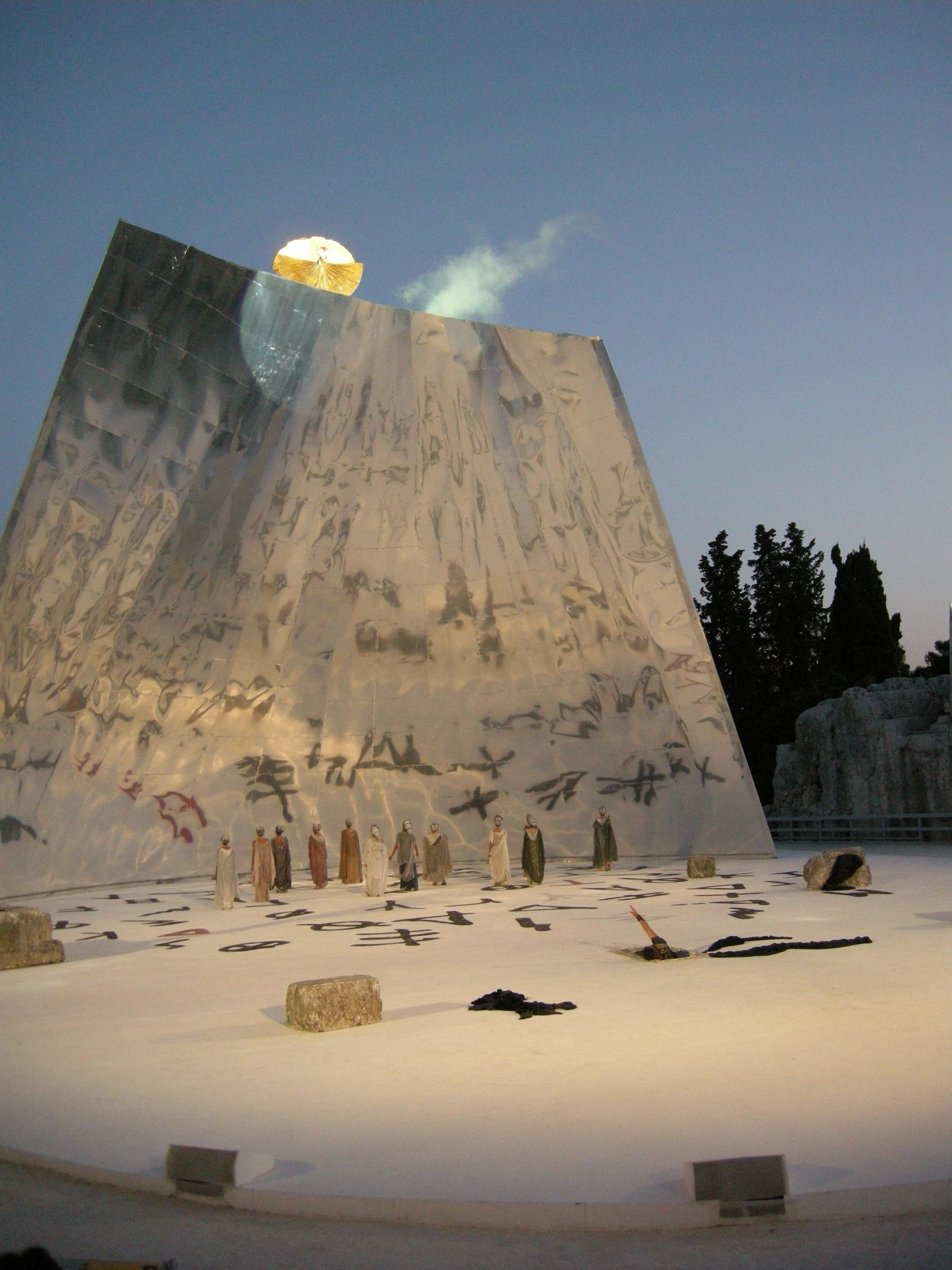
Deus ex machina em Medeia de Eurípides, apresentada em 2009 em Siracusa, Itália; o deus do sol envia uma carruagem de ouro para resgatar Medeia

Deus ex machina (do grego ἀπὸ μηχανῆς θεός: apò mēkhanḗs theós), expressão em latim que significa literalmente "deus surgiu da máquina", utilizada para indicar uma solução inesperada/mirabolante (magicamente providenciada por uma divindade) para terminar uma obra ficcional. Um termo que surgiu no teatro greco.

## Origem
O termo Deus ex machina ("deus surgiu da máquina" ou "deus que desce em uma máquina") surgiu no teatro na Grécia Antiga, quando muitas peças terminavam com uma divindade/força sobrenatural personificada surgindo (metaforicamente) no palco para resolver impasses da trama encenada. O método teatral então adotado era: descer o ator (que fazia o papel de Deus) no meio da cena, utilizando um guindaste (a máquina). Daí o "Deus surgiu da máquina".
Com o tempo, o uso da expressão tornou-se amplo e passou a referir-se também não apenas ao surgimento de divindades, mas também de personagens, artefatos, ou eventos inesperados, artificiais ou improváveis, introduzidos repentinamente na trama com o mesmo objetivo: resolver uma situação intransponível ou simplificar o enredo.
As tragédias de Eurípides notoriamente utilizavam deste recurso. Em Medeia, por exemplo, a personagem principal aparece acima do palco com os corpos de seus filhos na carruagem do Deus Sol Hélios.

## Uso
A expressão é empregada hoje para indicar o desenvolvimento em uma história que não leva em consideração sua lógica interna e é tão inverossímil que permite ao autor findá-lo com uma situação improvável, porém de fácil compreensão. Contemporaneamente, Deus ex machina também pode descrever uma pessoa ou objeto que inesperadamente surge e resolve um problema aparentemente insolúvel.
A noção de Deus ex machina também pode ser aplicada a uma revelação para uma personagem específica, cuja história particular envolva realizações pessoais complicadas, perigosas ou mundanas. Esta sequência de eventos aparentemente não relacionados conduz ao ponto da trama em que é revelada a conexão entre as memórias, mediante algum conceito profundo. Uma intervenção inesperada que visa dar sentido à história, substituindo o uso de um evento mais consistente com a trama.

## Dispositivo na narrativa
Aristóteles foi o primeiro a usar um termo grego equivalente à frase latina deus ex machina para descrever a técnica como um dispositivo para resolver o enredo de tragédias. Indesejável na escrita e muitas vezes isso implica falta de criatividade por parte do autor. As razões para isso são que isso prejudica a lógica interna da história e muitas vezes é tão improvável que desafia a suspensão de descrença, permitindo que o autor conclua a história com um final improvável.

### Exemplos
Os marcianos em A Guerra dos Mundos de HG Wells destruíram tudo em seu caminho e aparentemente triunfaram sobre a humanidade, mas foram subitamente mortos por bactérias.
No romance Lord of the Flies (Brasil: O Senhor das Moscas / Portugal: O Deus das Moscas) do William Golding; um oficial da marinha de passagem resgata as crianças encalhadas. William Golding chamou isso de "truque", outros críticos veem isso como um deus ex machina. O final abrupto transmite o terrível destino que teria afligido as crianças se o oficial não tivesse chegado naquele momento.
J. R. R. Tolkien se referiu às Grandes Águias que aparecem em vários lugares em O Hobbit e O Senhor dos Anéis como "uma 'máquina' perigosa". Esta foi uma carta recusando permissão a um adaptador de filme para ter a A Sociedade do Anel transportada por águias em vez de viajar a pé. Ele sentiu que as águias já haviam sido usadas em excesso como um dispositivo de enredo e elas foram criticadas em outros lugares como um deus ex machina.
Charles Dickens usou o dispositivo em Oliver Twist quando Rose Maylie acaba sendo a irmã há muito perdida de Agnes e, portanto, a tia de Oliver; ela se casa com seu namorado de longa data Harry, permitindo que Oliver viva feliz com seu salvador Sr. Brownlow.
Os roteiristas de Avengers: Endgame, Christopher Markus e Stephen McFeely, admitiram que o dispositivo de enredo de viagem no tempo no mega blockbuster de 2019 foi o resultado de terem se encurralado em Avengers: Infinity War. Além disso, a chegada repentina da Capitã Marvel no clímax do filme foi criticada como beirando um Deus Ex Machina, porque "sua chegada tardia à batalha final ... parece ser em função dos poderes dela serem muito fortes".
A Arca da Aliança, que serve em grande parte como o MacGuffin (elemento desnecessário) em Raiders of the Lost Ark (Brasil: Os Caçadores da Arca Perdida; Portugal: Os Salteadores da Arca Perdida), de Steven Spielberg (1981), serve como um ''deus ex machina" no final do filme: quando parece que o protagonista, Indiana Jones, foi espancado pelos nazistas, a ira de Deus sobe da Arca e abate os antagonistas.

## Críticas
O dispositivo deus ex machina é frequentemente criticado como inartístico, conveniente demais e excessivamente simplista. No entanto, os defensores do dispositivo dizem que ele abre possibilidades ideológicas e artísticas.

### Críticas antigas
Antiphanes foi um dos primeiros críticos do dispositivo. Ele acreditava que o uso do deus ex machina era um sinal de que o dramaturgo era incapaz de administrar adequadamente as complicações de sua trama.
quando eles não sabem o que dizer

e desistiram completamente da peça,
assim como levantar um dedo, fazem com a máquina

e os espectadores estão satisfeitos.— Antífanos
Outra referência crítica ao dispositivo pode ser encontrada no diálogo de Platão: Crátilo , 425d; embora seja feito no contexto de um argumento não relacionado ao drama.
Aristóteles criticou o dispositivo em sua Poética, onde argumentou que a resolução de uma trama deve surgir internamente, decorrente da ação anterior da peça:
Também nos personagens, exatamente como na estrutura dos incidentes, [o poeta] deve sempre procurar o que é necessário ou provável, de modo que seja necessário ou provável que uma pessoa de tal ou tal espécie diga ou faça coisas do mesmo tipo, e é necessário ou provável que este [incidente] aconteça depois daquele. É óbvio que as soluções dos enredos também devem surgir como resultado do próprio enredo, e não de um artifício, como na Medeia e na passagem sobre a volta para casa na Ilíada. Um artifício deve ser usado para assuntos fora do drama - eventos anteriores, que estão além do conhecimento humano, ou posteriores que precisam ser previstos ou anunciados. Pois garantimos que os deuses podem ver tudo. Não deve haver nada de improvável nos incidentes; caso contrário, deveria estar fora da tragédia, por exemplo, no Édipo de Sófocles.— Poética, (1454a33–1454b9)
Aristóteles elogiou Eurípides, no entanto, por geralmente terminar suas peças com má sorte, o que ele via como correto na tragédia, e de certa forma desculpou a intervenção de uma divindade sugerindo que o "assombro" deveria ser buscado no drama trágico:
As irracionalidades devem ser referidas ao que as pessoas dizem: essa é uma solução, e também às vezes que não é irracional, pois é provável que coisas improváveis aconteçam.
Tal dispositivo foi referido por Horácio em seu Ars Poetica (linhas 191-2), onde ele instrui os poetas que eles nunca devem recorrer a um "deus da máquina" para resolver seus enredos "a menos que uma dificuldade digna do desvendamento de um deus, aconteça" [nec deus intersit, nisi dignus uindice nodus inciderit; nec quarta loqui persona laboret].

### Críticas modernas
Seguindo Aristóteles, os críticos da Renascença continuaram a ver o deus ex machina como um dispositivo de enredo inepto, embora continuasse a ser empregado pelos dramaturgos da Renascença.
No final do século 19, Friedrich Nietzsche criticou Eurípides por fazer da tragédia um gênero otimista pelo uso do dispositivo, e foi altamente cético em relação à "alegria grega", levando ao que ele via como "prazer feliz da vida" das peças. O deus ex machina como Nietzsche o via era sintomático da cultura socrática, que valorizava o conhecimento sobre a música dionisíaca e acabou causando a morte da tragédia:
Mas o novo espírito não dionisíaco é mais claramente aparente nos “finais” dos novos dramas. No fim das velhas tragédias havia uma sensação de conciliação metafísica sem a qual é impossível imaginar nosso prazer na tragédia; talvez os tons conciliatórios de outro mundo ecoem mais puramente em Édipo em Colono. Agora, uma vez que a tragédia havia perdido o gênio da música, a tragédia no sentido mais estrito estava morta: pois onde estava esse consolo metafísico agora? Por isso, buscou-se uma resolução terrena para a trágica dissonância; o herói, tendo sido adequadamente atormentado pelo destino, ganhou sua merecida recompensa em um casamento majestoso e sinais de honra divina. O herói havia se tornado um gladiador, tendo a liberdade concedida depois de ter sido satisfatoriamente esfolado e marcado. O consolo metafísico foi derrubado pelo "deus ex machina".— Friedrich Nietzsche
Nietzsche argumentou que o deus ex machina cria uma falsa sensação de consolo que não deve ser buscada nos fenômenos. Sua difamação do dispositivo de enredo prevaleceu na opinião crítica.
Na publicação de Arthur Woollgar Verrall: Euripides the Rationalist (1895), ele pesquisou e registrou outras respostas do final do século XIX ao dispositivo. Ele registrou que algumas das respostas críticas ao termo se referiam a ele como burlesco, coup de théâtre (reviravolta de eventos) e catástrofe. Verrall observa que os críticos têm uma resposta desdenhosa aos autores que utilizam o dispositivo em seus escritos. Ele chega à conclusão de que os críticos sentem que o deus ex machina é uma evidência da tentativa do autor de arruinar toda a sua obra e impedir que alguém dê qualquer importância à sua obra.
No entanto, outros estudiosos analisaram o uso de deus ex machina por Eurípides e descreveram seu uso como parte integrante da trama projetada para um propósito específico. Muitas vezes, as peças de Eurípides começavam com deuses, por isso argumenta-se que seria natural que os deuses terminassem a ação. O conflito ao longo das peças de Eurípides seria causado pela intromissão dos deuses, então faria sentido tanto para o dramaturgo quanto para o público da época que os deuses resolveriam todos os conflitos que eles começaram. Metade das dezoito peças existentes de Eurípides termina com o uso de deus ex machina, portanto, não teria sido simplesmente um dispositivo para aliviar o dramaturgo do constrangimento de um final de enredo confuso. Este dispositivo teria permitido a ele trazer um final dramático e trágico natural e mais digno.
Outros defensores do dispositivo acreditam que ele pode ser um agente espetacular de subversão. Pode ser usado para minar convenções genéricas e desafiar pressupostos culturais e o papel privilegiado da tragédia como modelo literário/teatral.
Algumas críticas revisionistas do século 20 sugerem que deus ex machina não pode ser visto nesses termos simplificados, e afirma que o dispositivo permite que os mortais, "sondem" seu relacionamento com o divino. Rush Rehm, em particular, cita exemplos de tragédias grega em que o deus ex machina complica a vida e as atitudes dos personagens confrontados pela divindade, ao mesmo tempo em que traz o drama para sua audiência. Às vezes, a improbabilidade do dispositivo de enredo deus ex machina é empregada deliberadamente. Por exemplo, o efeito cômico é criado em uma cena em A Vida de Brian, do Monty Python, quando Brian, que vive na Judéia na época de Cristo, é salvo de uma queda por uma nave alienígena que passava.